# Drop Zone
Drop Zone är en actionfilm från 1994 regisserad av John Badham. Medverkande är bland annat Wesley Snipes, Gary Busey och Yancy Butler.

## Medverkande
| Skådespelare         | Roll           |
| -------------------- | -------------- |
| Wesley Snipes        | Pete Nessip    |
| Gary Busey           | Ty Moncrief    |
| Yancy Butler         | Jesse Crossman |
| Malcolm-Jamal Warner | Terry Nessip   |
| Kyle Secor           | Swoop          |
| Rex Linn             | Bobby          |
| Corin Nemec          | Selkirk        |
| Claire Stansfield    | Kara           |
| Michael Jeter        | Earl Leedy     |

## Produktionen
Drop Zone var en av två fallskärmshoppningsfilmer som släpptes 1994; den andra var Terminal Velocity. Originaliden kom från två professionella fallskärmhoppare, Tony Griffin och Guy Manos. En av filmens manusförfattare, Peter Barsocchini, skrev senare High School Musical. Steven Seagal var egentligen tänkt för huvudrollen.
Filmen liknar en annan actionfilm från 1994, Freefall, som handlar om en fallskärmshoppande spion som avslöjar en plan att röja hemliga agenter inom Interpol. Wesley Snipess och större delen av skådespelarnas försäkringar täckte inte att de skulle hoppa fallskärm, men det är faktiskt Michael Jeter som gör tandemhoppet.